# Suolahti
För andra betydelser, se Suolahti (olika betydelser).
Suolahti är en före detta stad i landskapet Mellersta Finland i Västra Finlands län. Suolahti hade cirka 5 380 invånare (2006-12-31) och hade en yta på cirka 67 km², varav landarealen var cirka 58 km². Suolahti var enspråkigt finskt.

## Historia
Tätorterna Suolahti samt Äänekoski med kringliggande byar bildade kommunen "Gamla" Äänekoski, som grundades 1912. Förväntningarna för att Suolahti skulle bli den viktigaste tätorten i kommunen var stora. Orten hade ett fördelaktigare läge ur en trafikmässig synvinkel, med en hamn i sjön Keitele och ändstation på (Haapamäki-) Jyväskylä–Suolahti-banan. Tätorten i Äänekoski fick en alltmer större betydelse och lämnade Suolahti i skymundan.
Tankarna om att splittra Gamla Äänekoski uppstod redan på 1920-talet. En ny köping, Äänekoski-Suolahti, skulle grundas. Planen förverkligades aldrig på grund av avsaknaden av gemensam vilja och det geografiska läget. Tätorterna bands samman av ett 9 km långt näs mellan sjöarna Keitele och Kuhnamo. Senare grupperade sig de olika intresseorganisationerna i Gamla Äänekoski. Tre ansökan om en splittring av kommunen skickades till statsrådet 1926. Inrikesministeriet beordrade senare att de nya kommunerna skulle bildas den 1 januari 1932. Vid splittringen uppstod förutom kommunen Äänekoski landskommun även köpingarna Äänekoski och Suolahti. Antalet invånare i köpingen Äänekoski var ca 3 200 (1935).
Suolahti köping erhöll stadsrättigheter 1977, då köpingarna avskaffades i Finland. Städerna Suolahti och Äänekoski samt kommunen Sumiais sammanslogs den 1 januari 2007 till den nya staden Äänekoski.

### Församlingen
Under medeltiden reste årligen om somrarna en präst från Sysma socken till den ringa befolkade trakten vid sjön Keitele. 1560 införlivades regionen med Rautalampi socken. 1593 överfördes den till Laukas kapellförsamling. 1907 blev Äänekoski församling självständig. Vid kommunsplittringen 1932 förblev församlingen gemensam för Äänekoski landskommun och för köpingarna Äänekoski och Suolahti. Församlingen i Suolahti splittrades ur Äänekoski 1946. Församlingen i Sumiais underställdes 2006 som kapellförsamling. Vid kommunsammanslagningen 2007 sammanslogs församlingarna i Äänekoski och Suolahti, så att Suolahti bildade ett kyrkodistrikt i Äänekoski nya församling.
De första skisserna till kyrkan i Suolahti ritades av arkitekten Eino Siira. De slutgiltiga ritningarna fördigställdes av stadsarkitekten i Tammerfors, Georg Henriksson. Den gulrappade tegelkyrkan representerar sen funktionalism. Bygget färdigställdes 1940, fördröjt av Vinterkriget. Förutom själva kyrkorymmet finns det bostäder och samlingslokaler i byggnaden. Kyrkan i Suolahti är en av de första i Finland där församlingshemmet tillsammans med kyrkorummet bildar en enhetlig helhet. Denna typ av kyrkobyggen blev vanliga först på 1960-talet. Altartavlan "Kom till mig" målades 1962 av den danske konstnären Alf Danning.

## Externa länkar

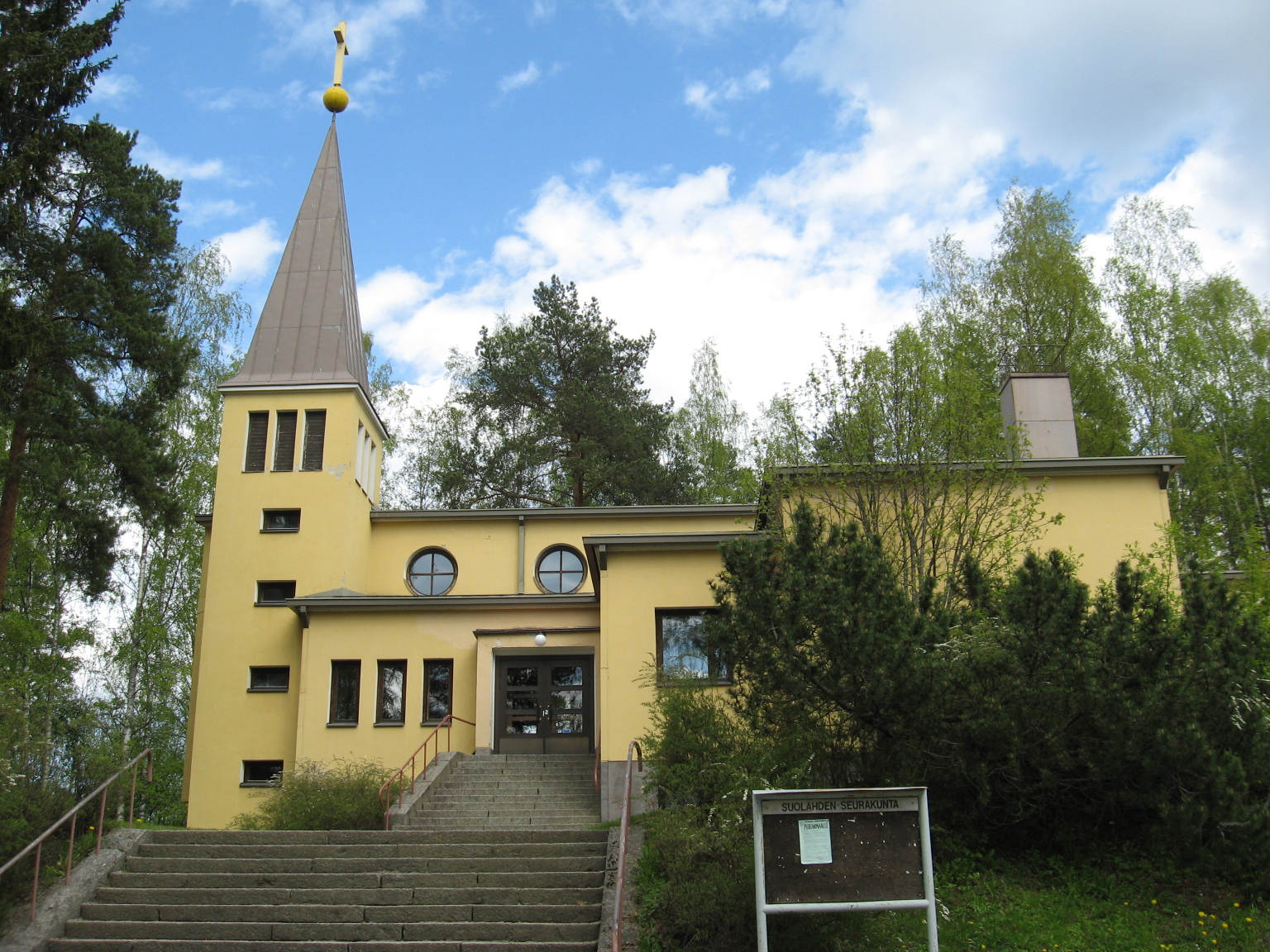
Suolahti kyrka (1940)

## Politik

### Mandatfördelning i Suolahti stad, valen 1976–2004
| 10 | 10 |  |  | 2 | 3 |

| 9 | 10 |  |  | 3 | 3 |

| 8 | 12 | 2 |  | 4 |

| 8 | 12 | 2 |  | 4 |

| 8 | 11 | 2 | 2 | 4 |

| 8 | 11 |  | 2 | 2 | 3 |

| 8 | 11 | 3 | 2 | 3 |

| 7 | 12 | 3 | 2 | 3 |

| 13 | 14 |